# Lomträsket (Jokkmokks socken, Lappland)
Lomträsket är en sjö i Jokkmokks kommun i Lappland och ingår i Luleälvens huvudavrinningsområde.